# Craste de la Mounarde
Le Craste de la Mounarde est une rivière française qui coule dans le département de la Gironde et le département des Landes. C'est un affluent du Ruisseau de Castera donc sous-affluent de la Leyre.

## Géographie
De 16 km de longueur, le Craste de la Mounarde prend sa source dans les Landes de Gascogne, commune de Hostens, dans le département de la Gironde sous le nom de Ruisseau de la Grave de Samion puis prend les noms de Ruisseau de la Mounarde, Ruisseau du Kycs, Ruisseau de Peyrin et Ruisseau de Lombard  et va se jeter en rive droite dans le Ruisseau de Castera à Moustey département des Landes.

## Principaux affluents
- Ruisseau de Bertet : 0,8 km
- Ruisseau Garriots : 1,1 km

## Communes traversées
- Landes : Mano, Moustey.
- Gironde : Belin-Béliet, Hostens